# Jaufre Reforzat de Trets
Jaufre Reforzat de Trets, conosciuto come Jaufrezet (fl. 1213-1237), è stato visconte di Marsiglia, signore di Trets e Forcalquier, e uomo di lettere.
Era inoltre membro della famiglia di Baus, figlio di Raimondo Goffredo II di Marsiglia.
Jaufre viene documentato come visconte di Marsiglia già nel 1213. Morto il padre nel 1216 o 1217, toccherà a lui gestirne il patrimonio insieme al fratello minore, Bergundio d'Agoult. Tramite la carta datata 21 giugno 1217, egli concede i diritti in Allauch a Pietro. Nel 1228 diventa signore di Rocharon e nel 1231 castellano di Château-Réal. Jaufre potrebbe essere stato il padre di Beatrice, moglie di Isnart d'Entrevenas.
Jaufre aveva molti legami nell'ambito della cultura trobadorica. Scrisse un sirventes in cui attacca Guilhem dels Baus, suo feudatario nominale con il titolo di Re di Arles. Resta coinvolto in dispute e "diffamazioni" poetiche tra i suoi colleghi trovatori, Sordello e Peire Bremon Ricas Novas e scrive un sirventes in cui entrambi vengono attaccati. Scrisse inoltre un partimen con Elias de Barjols, dove per la prima volta viene documentato il suo soprannome "Jaufrezet". È stato anche giudice di diversi partimens, per es., tra Blacatz e Guilhem de San Gregori e tra Guionet e Pomairol.